# 매리언 앤더슨

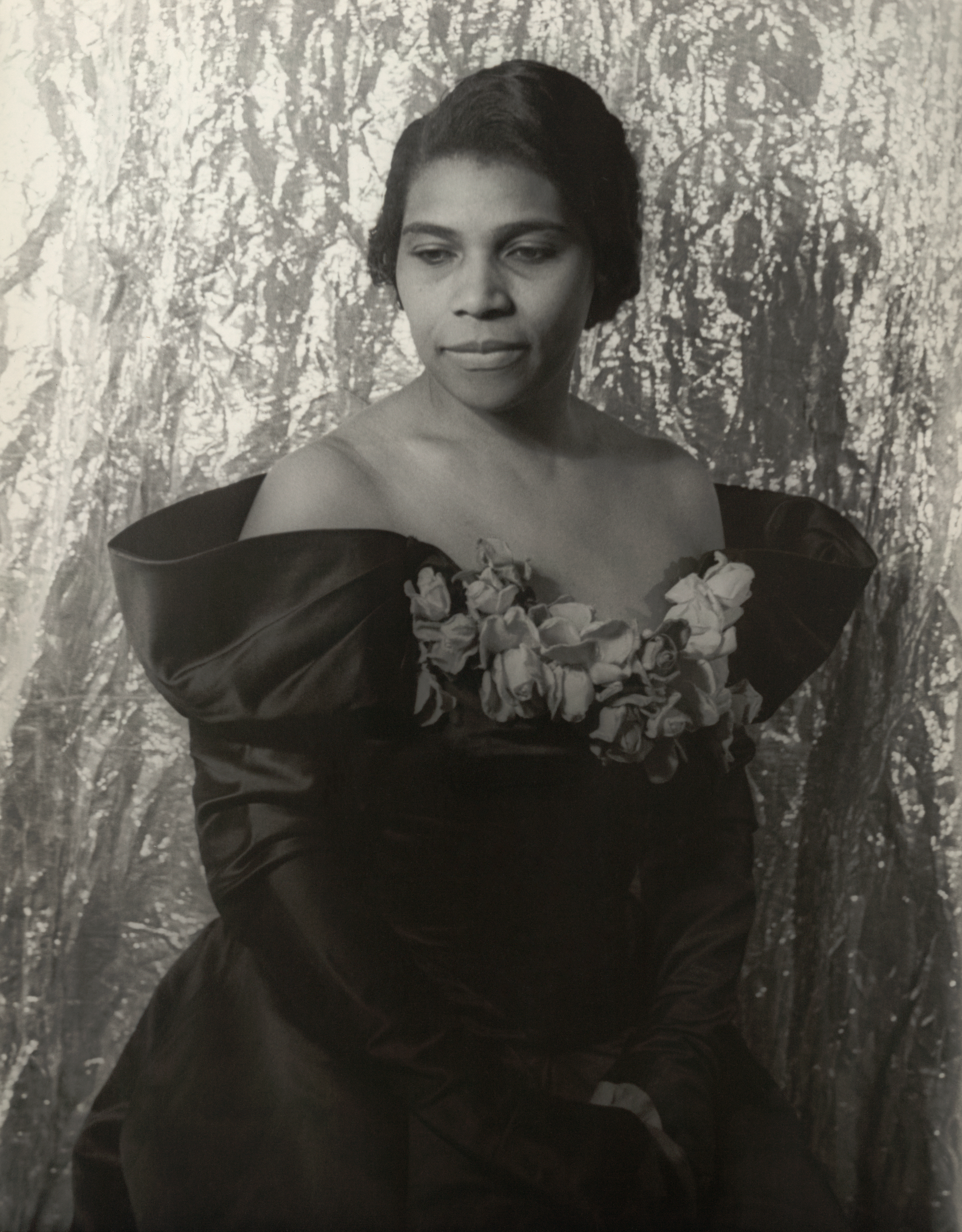
매리언 앤더슨

매리언 앤더슨(영어: Marian Anderson, 1897년 2월 27일 ~ 1993년 4월 8일)은 미국의 성악가로 20세기 최고의 여성 알토로 꼽힌다. 흑인 최초로 메트로폴리탄 오페라 극장에 선 가수이다. 지휘자 제임스 디프리스트의 이모이기도 하다.

## 생애
앤더슨은 필라델피아 빈민가의 가난한 가정에서 태어났다. 백화점의 냉동실에서 일하는 노동자였던 아버지가 죽자 그녀의 집안 형편은 더욱 어려워졌고, 앤더슨의 재능을 알아본 주위 사람들의 도움으로 레슨을 받을 수 있었지만 흑인이라는 이유로 음악학교 지원에 떨어졌다. 1925년 앤더슨은 성악가 주세페 보게티에게서 레슨을 받게 되었고 같은 해 뉴욕 필하모닉이 후원하는 콩쿨에 합격해 8월 26일 뉴욕 필하모닉과 협연을 했다. 이 공연의 성공으로 그녀는 유명인사가 되었으며 1928년 카네기 홀에서 첫 공연을 가졌다. 1930년대 전반에는 유럽 각국에서 116회에 달하는 순회 공연을 가졌고 1935년 흑인 최초로 잘츠부르크 음악제의 무대에 섰다. 당시 이 공연을 본 아르투로 토스카니니는 기자회견을 자청해 "그녀는 백년에 한 번 나올만한 소리를 가지고 있다. 오늘 그녀를 만난 것에 대해 신께 감사드린다."고 극찬했다. 그러나 여전히 앤더슨은 흑인이라는 이유로 여러 가지 차별 대우를 받았다. 1939년 앤더슨은 워싱턴 컨스티튜션 홀에서 연주회를 가질 예정이었지만 공연장 측에서 돌연 공연 취소를 통고했다. 앤더슨은 항의 표시로 링컨 기념관 광장에서 무료 야외 연주를 가졌고 7만 5천명의 청중이 몰려들었다. 그 외에도 호텔에서 투숙을 거부하거나 식당에서 출입을 막는 등 차별을 겪었다. 1941년 가장 자랑스러운 필라델피아 시민에게 수여하는 보크 상 수상자가 된 매리언은 상금 1만 달러로 장학 재단을 만들었다. 1943년에는 건축가 오피어스 피셔(Orpheus Fisher)와 결혼했다. 1955년 뉴욕 메트로폴리탄 오페라 극장의 지배인 루돌프 빙은 앤더슨에게 베르디의 오페라 《가면 무도회》의 점쟁이 울리카 역을 제의했다. 비중은 물론 출연 횟수도 적은 역이었지만 앤더슨은 그의 제의를 수락했고 그녀 이후 비로소 흑인 가수들이 오페라 극장의 무대에 설 수 있게 되었다.
앤더슨은 1993년 조카 제임스 디프리스트의 집에서 96세로 숨을 거뒀다.

## 참고 문헌
- 조홍근, 《세계명곡해설대전집》, 진현서관, 1978, p.157~p.158